# Yoshihiro Nitta

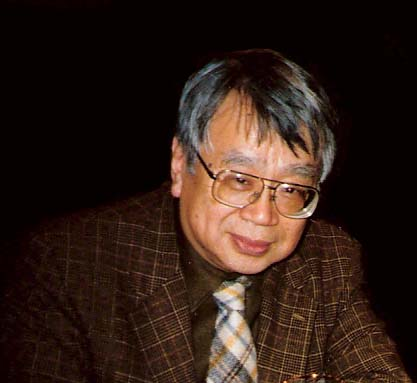
Yoshihiro Nitta

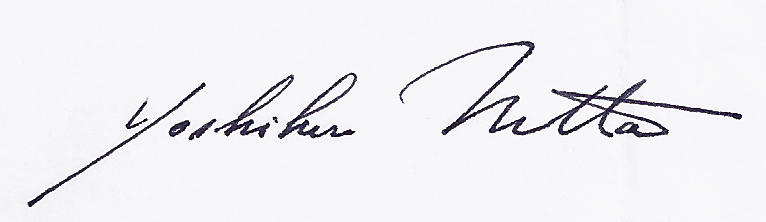
Yoshiriro Nitta. Signatur 1994

Yoshihiro Nitta (jap. 新田 義弘, Nitta Yoshihiro; * 21. Januar 1929 in der Präfektur Ishikawa; † 15. März 2020) war ein japanischer Philosoph.

## Leben
Yoshihiro Nitta studierte von 1949 bis 1957 Philosophie an der Universität Tōhoku in Sendai (Japan). 1969–1970 war er als Stipendiat der Alexander von Humboldt-Stiftung am Husserl-Archiv der Universität Köln und 1992 an der Albert-Ludwigs-Universität Freiburg. Von 1970 bis zu seiner Emeritierung 1999 lehrte er als ordentlicher Professor für Philosophie an der Tōyō-Universität in Tokio. Er war Vorsitzender der japanischen „Forschungsgesellschaft für Phänomenologie und Hermeneutik“ und Präsident der „Japanischen Forschungsgesellschaft für Phänomenologie und Sozialwissenschaft“.

## Werk
Yoshihiro Nitta, der „Doyen der Phänomenologie Japans“ (Helmuth Vetter), ist Schüler von Goichi Miyake, der an der Universität Sendai lehrte. In seiner philosophisch-wissenschaftlichen Arbeit orientiert sich Nitta außer an Edmund Husserl vor allem an den beiden anderen Hauptvertretern der Freiburger Phänomenologie, an Martin Heidegger und Eugen Fink. Schon mit seinem ersten größeren Buch Was ist Phänomenologie?, in dem er sich mit dem gesamten Feld von Husserls Spätphilosophie auseinandersetzt, hat Nitta den Problemgehalt der Freiburger Phänomenologie unter japanischen Lesern nachhaltig ins Bewusstsein gerufen und dadurch in Japan ein breites Interesse für die aktuellen Fragen der phänomenologischen Philosophie geweckt – ein Interesse, das bis heute ungebrochen anhält.
In späteren Publikationen versucht Nitta die Frage nach der Verschränkung von Phänomenologie und Hermeneutik vor dem Hintergrund einer Analyse der radikalen Selbstveränderung, die phänomenologisches Denken bereithält, zu vertiefen und auf diese Weise einen Weg zu einer „Phänomenologie der Medialität“ zu bahnen. Ein Ergebnis dieses Forschungsprogramms ist sein Buch Welt und Leben von 2001.

## Publikationen (Auswahl)
- Was ist Phänomenologie (japanisch), Tokio 1968.
- Phänomenologie (japanisch), Tokio 1978.
- Japanese Phenomenology, Hrsg. mit H. Tatematsu, Analecta Husserliana Band 8. Dortrecht 1979
- Mithrsg.: Phänomenologie, 4 Bände (japanisch). Tokio 1980
- Phänomenologie der Anderen, Hg. mit M. Uno (japanisch) Tokio 1982
- Hrsg.: Japanische Beiträge zur Phänomenologie, Alber, Freiburg/München 1984
- Der Weg zu einer Phänomenologie des Unscheinbaren, in: Zur philosophischen Aktualität Heideggers, Bd. II: Im Gespräch der Zeit, hrsg. von Dietrich Papenfuß und Otto Pöggeler, Klostermann, Frankfurt a. M. 1990.
- Das anonyme Medium in der Konstitution von mehrdimensionalem Wissen, in: Phänomenologische Forschungen, Bd. 24/25, hrsg. von E. W. Orth, Alber, Freiburg / München 1991. ISBN 3-495-47725-X
- Ab 1993 zusammen mit Kah Kyung Cho und Hans Rainer Sepp Herausgeber der internationalen Reihe >Orbis Phaenomenologicus<. Bis 2001 bei Alber, Freiburg / München (8 Bände), seit 2002 bei Königshausen & Neumann, Würzburg.
- Über die Selbst-Differenzierung des Lebens. Phänomenologie der Ungegenständlichkeit bei Kitaro Nishida (1870–1945), in: Facetten der Wahrheit. Festschrift für Meinolf Wewel, hrsg. von Ernesto Garzón Valdés und Ruth Zimmerling, Alber, Freiburg / München 1995. ISBN 3-495-47820-5
- Phänomenologie und neuzeitliche Philosophie (japanisch), Tokio 1995
- Moderne Philosophie – Phänomenologie und Hermeneutik (japanisch), Tokio 1997, 2. Auflage 2006
- Welt und Leben. Zur Phänomenologie der Medialität (japanisch), Tokio 2001
- Der Weltausgang und die Rolle des Menschen als Medium, in: Eugen Fink. Sozialphilosophie – Anthropologie – Kosmologie – Pädagogik – Methodik, hrsg. von A. Böhmer (Reihe: Orbis Phaenomenologicus – Perspektiven. Neue Folge Band 12) Königshausen & Neumann, Würzburg 2006. ISBN 3-8260-3216-0
- Hrsg. mit Toru Tani: Aufnahme und Antwort. Phänomenologie in Japan I. (Reihe: Orbis Phaenomenologicus – Perspektiven. Neue Folge 23) Königshausen & Neumann, Würzburg 2011. ISBN 978-3-8260-3895-2

## Festschrift
- Phänomenologie der Medialität. Festschrift zum 70. Geburtstag von Yoshihiro Nitta. Hrsg. von H. Kawamoto, Y. Sato und I.Yamaguchi (japanisch) Tokio 2001